# Kung Fu Panda
Kung Fu Panda er en amerikansk, computeranimeret spillefilm fra 2008. Den er udgivet i både DVD- og i Blu-rayformat.

## Handling
Pandaen Po bor med sin far, der ejer en nudelresturant i Kina. Hans far ønsker, at Po skal overtage restauranten en dag, men Po drømmer om at blive den legendariske dragekriger. En dag ser Po en plakat, der indbyder folk til at overvære udvælgelsen af dragekrigeren. Po tager hen til ceremonien på dag nr. 13 (Jonas), og pludselig er han blevet udvalgt til at være dragekrigeren. Samtidig flygter Tai Lung fra Chorh-Gom fængslet, så der bliver noget at lave for Po.

## Medvirkende
| Rolle             | Engelsk               | Dansk                |
| ----------------- | --------------------- | -------------------- |
| Po                | Jack Black            | Rune Klan            |
| Mester Shifu      | Dustin Hoffman        | Søren Spanning       |
| Tiger             | Angelina Jolie        | Mille Dinesen        |
| Tai Lung          | Ian McShane           | Jens Jørn Spottag    |
| Abe               | Jackie Chan           | Søren Hauch-Fausbøll |
| Knæler            | Seth Rogen            | Jesper Pedersen      |
| Hugorm            | Lucy Liu              | Puk Scharbau         |
| Trane             | David Cross           | Christian Damsgaard  |
| Oogway            | Randall Duk Kim       | Henning Moritzen     |
| Hr. Ping          | James Hong            | Paul Hüttel          |
| Kommandant Vachir | Michael Clarke Duncan | Morten Staugaard     |
| Zeng              | Dan Fogler            | Peter Pilegaard      |